# Naukydes

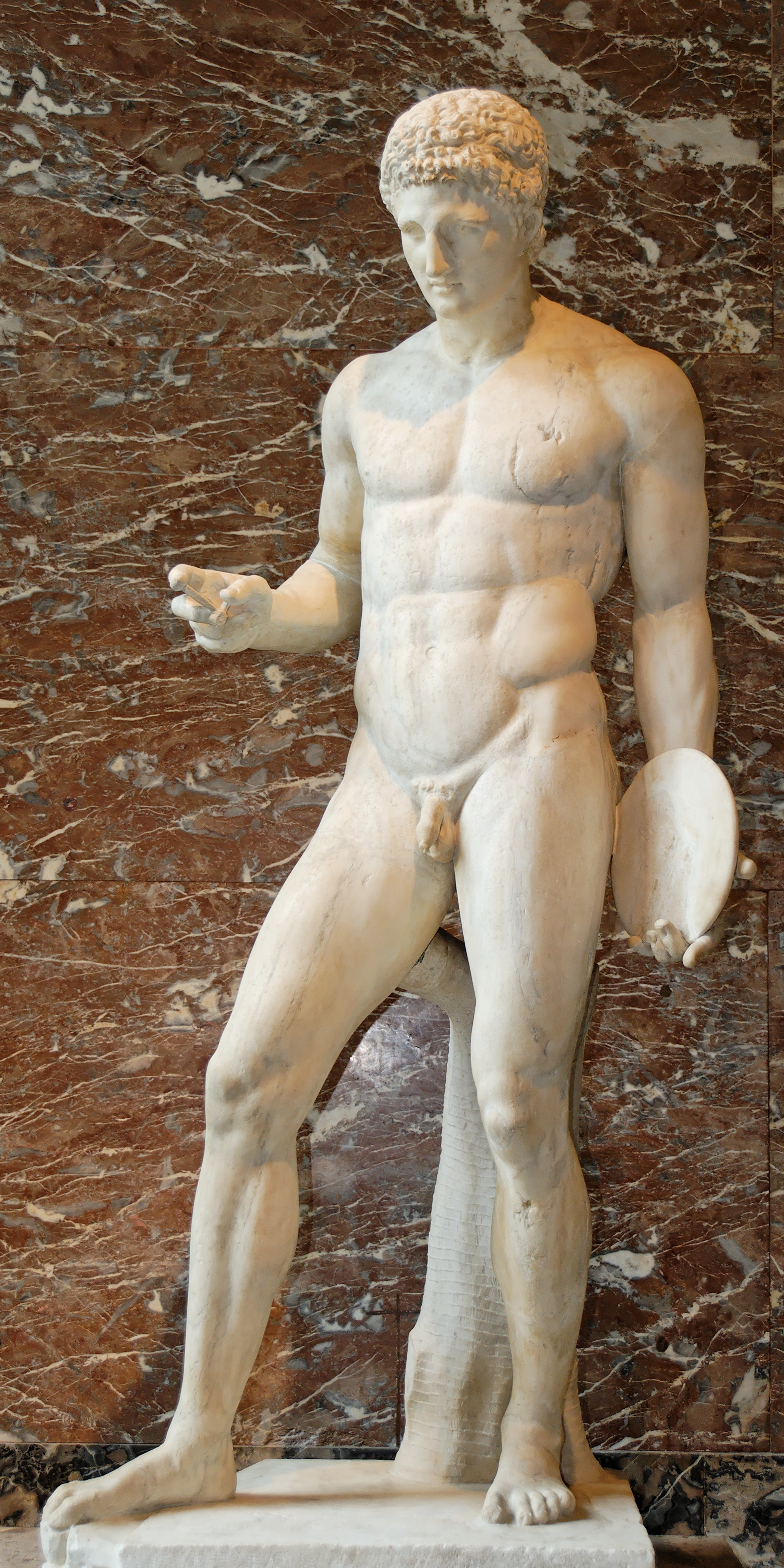
Dyskobol, rzymska kopia posągu Naukydesa.

Naukydes (V wiek p.n.e.) – grecki rzeźbiarz, który wraz ze swym bratem Polikletem odbudował świątynię Hery w Argos, która spłonęła w 423 roku p.n.e. Naukydes wykonał chryselefantynowy posąg Hebe.